# Lijst van trainers van Oud-Heverlee Leuven
Deze lijst omvat de voetbalcoaches die de Belgische club Oud-Heverlee Leuven hebben getraind vanaf 1996 tot op heden.

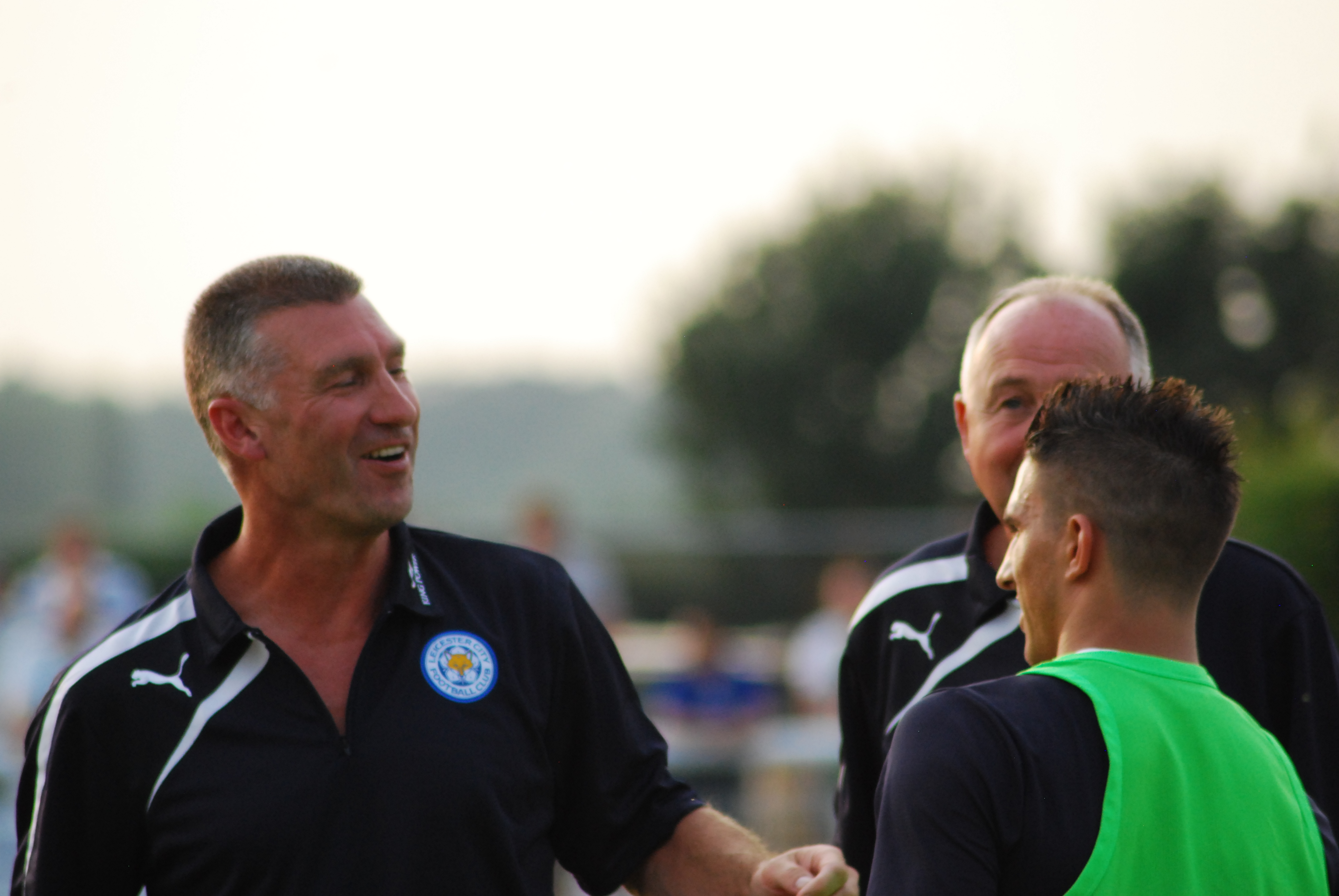
Nigel Pearson (links) was coach van OHL van september 2017 tot februari 2019

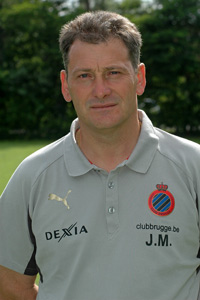
Onder Jacky Mathijssen promoveerde OHL in 2015 via de eindronde naar Eerste Klasse. Een half seizoen later werd hij ontslagen.

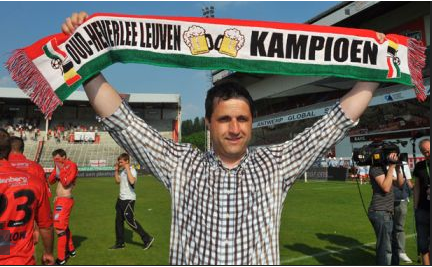
Ronny Van Geneugden was van 2010 tot 2014 trainer van OHL. Hij loodste de club in 2011 naar de hoogste afdeling.

| Seizoen                     | Trainer(s)                                                                                           |
| --------------------------- | --- |
| 2025/26                     | David Hubert                                                                                         |
| 2024/25                     | Chris Coleman                                                                                        |
| 2024/25                     | Hans Somers (ad-interim voor iets meer dan een week)                                                 |
| 2024/25                     | Óscar García                                                                                         |
| 2023/24                     | Óscar García Eddy Vanhemel (ad interim tot 2 november 2023) Marc Brys (tot 13 oktober 2023)          |
| 2022/23                     | Marc Brys                                                                                            |
| 2021/22                     | Marc Brys                                                                                            |
| 2020/21                     | Marc Brys                                                                                            |
| 2019/20                     | Marc Brys Vincent Euvrard (tot 9 juni 2020)                                                          |
| 2018/19                     | Vincent Euvrard Nigel Pearson (tot 3 februari 2019)                                                  |
| 2017/18                     | Nigel Pearson Dennis van Wijk (tot 22 september 2017)                                                |
| 2016/17                     | Dennis van Wijk Emilio Ferrera (tot 15 januari 2017)                                                 |
| 2015/16                     | Emilio Ferrera Jacky Mathijssen (tot 24 november 2015)                                               |
| 2014/15                     | Jacky Mathijssen Hans Vander Elst (ad interim tot 26 december 2014) Ivan Leko (tot 28 november 2014) |
| 2013/14                     | Ivan Leko Herman Vermeulen (tot 25 februari 2014) Ronny Van Geneugden (tot 21 januari 2014)          |
| 2012/13                     | Ronny Van Geneugden                                                                                  |
| 2011/12                     | Ronny Van Geneugden                                                                                  |
| 2010/11                     | Ronny Van Geneugden                                                                                  |
| 2009/10                     | Jean-Pierre Vande Velde                                                                              |
| 2008/09                     | Jean-Pierre Vande Velde Marc Wuyts (tot maart 2009) Rudi Cossey (tot augustus 2008)                  |
| 2007/08                     | Rudi Cossey                                                                                          |
| 2006/07                     | Guido Brepoels                                                                                       |
| 2005/06                     | Guido Brepoels                                                                                       |
| 2004/05                     | Guido Brepoels                                                                                       |
| 2003/04                     | Jean-Pierre Vande Velde                                                                              |
| 2002/03                     | Jean-Pierre Vande Velde                                                                              |
| Zwarte Duivels Oud-Heverlee | |
| 2001/02                     | Jean-Pierre Vande Velde                                                                              |
| 2000/01                     | Jean-Pierre Vande Velde                                                                              |
| 1999/00                     | Jean-Pierre Vande Velde                                                                              |
| 1998/99                     | Jaak Merchez                                                                                         |
| 1997/98                     | Stijn Martini                                                                                        |
| 1996/97                     | Marcel Corens                                                                                        |
| 1995/96                     | Wim Hofkens (Vanaf april 1996)                                                                       |